# Свистун гірський
Свистун гірський (Pachycephala meyeri) — вид горобцеподібних птахів родини свистунових (Pachycephalidae). Ендемік Індонезії.

## Поширення і екологія
Гірський свистун є ендеміком гірських тропічних лісів півострова Доберай на північному заході Нової Гвінеї. Живе на висоті від 970 до 1450 м над рівнем моря.